# Daaden
Daaden – miejscowość i gmina w Niemczech, w kraju związkowym Nadrenia-Palatynat, w powiecie Altenkirchen, siedziba gminy związkowej Herdorf-Daaden. Do 30 czerwca 2014 siedziba gminy związkowej Daaden.